# Ammyy Admin
Ammyy Admin — система удалённого доступа и администрирования, разработанная компанией Ammyy Group, позволяет быстро получить удаленный доступ через Интернет к компьютеру или серверу и управлять ими в режиме реального времени. C помощью Ammyy Admin можно контролировать клавиатуру и мышь, запускать программы, передавать файлы, общаться с партнером с помощью голосовой связи и пр. Для некоммерческого использования существует ограничение в 15 часов в месяц работы удалённого соединения.
Ammyy Admin работает через NAT и не требует внешних IP-адресов, дополнительного ПО и настройки переадресации портов. Все передаваемые данные шифруются с помощью гибридного алгоритма Advanced Encryption Standard AES-256 + RSA с различными ключами для каждой сессии. Приложение прозрачно для всех известных сетевых экранов. Работает через HTTPS Proxy. Совместимо с VNC, Terminal Server и другими программами удалённого доступа.

## Особенности
- Не требуется установка программы.
- Не требуется перенастройка сетевых экранов.
- Опция только для просмотра.
- Аутентификация прав на основе ID аппаратного обеспечения и/или по паролю.
- Совместима с существующими программами удалённого доступа: VNC, Terminal Server и другими.
- Поддержка Microsoft Remote Desktop Protocol (RDP).
- Может работать как системный сервис (удаленное администрирование серверов).
- Позволяет осуществлять удаленную перезагрузку, вход в систему, выход, смену пользователей.
- Аудио чат.
- Файловый менеджер (обмен файлами и папками).
- Автоматическая и ручная настройка скорости работы (качество изображения/быстродействие).
- Существует собственный программный роутер, поставляемый при покупке лицензии на программу.

## Безопасность
В Ammyy Admin реализованы следующие функции безопасности:
- Все данные зашифрованы с помощью гибридного алгоритма шифрования по стандартам AES-256 + RSA (по умолчанию только AES-256), используются различные ключи для каждой сессии.
- Не открываются порты на локальном и удалённом компьютере.

## Недостатки
- Срабатывание антивирусных программ (при настройках антивирусов «по умолчанию»)[1].
- Отсутствие точного распознавания скачанного файла по хеш-сумме.
- Сложности при скачивании с некоторых браузеров.
- Неоперативные сообщения о выходах новых версий, что часто может вызвать сомнение о легальности скачанного ПО.
- Отсутствие контроля над обновлениями — программа самостоятельно обновляется, заменяя файлы, и системный администратор не может это контролировать, функция автообновления неотключаемая.

### Вирусосодержащие версии программы
Загружаемая с сайта производителя официальная версия программы в период с февраля по июль 2016 года содержала троянскую программу Lurk, попавшую туда в результате успешной кибератаки на сайт разработчика. После первого июня 2016 года инсталлятор содержал уже другой вирус. Это означает, что сайт ammyy.com находился всё это время под контролем злоумышленников. Из-за подобных случаев данное программное обеспечение попадает под ограничение антивирусных программ и также включено в чёрные списки некоторых браузеров.